# Jermaine Walker
Jermaine Walker (Pompano Beach, 5 aprile 1977 – New York, 11 dicembre 2024) è stato un cestista statunitense, professionista nella NBDL, in Europa e in Sudamerica.

## Palmarès
- All-USBL First Team (1999)
- USBL All-Rookie Team (1998)
- Miglior marcatore USBL (2001)